# Frederick Vezin
Pour les articles homonymes, voir Vezin (homonymie).
Frederick Vezin (né le 14 août 1859 à Philadelphie et décédé le 26 décembre 1933 à Düsseldorf) est un peintre allemand d'origine américaine. Il est rattaché à l'École de peinture de Düsseldorf.

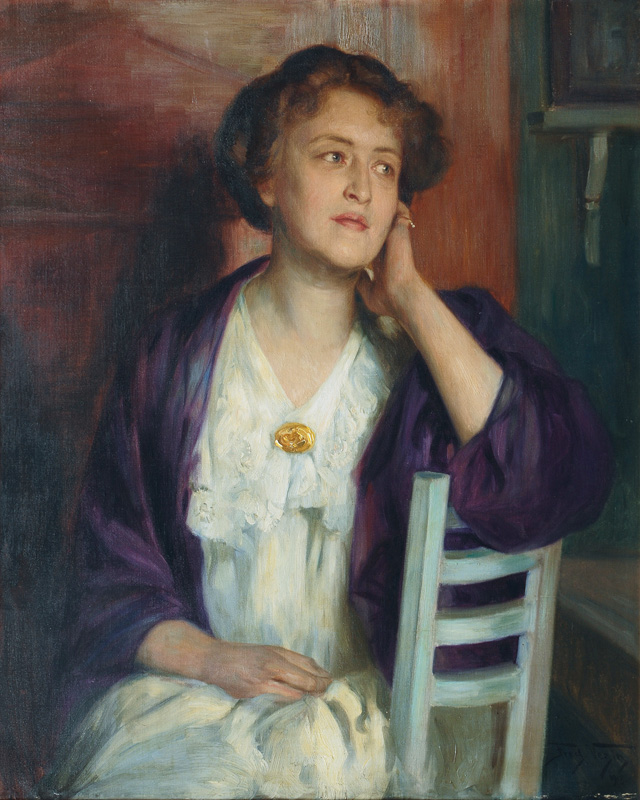
Jeune femme
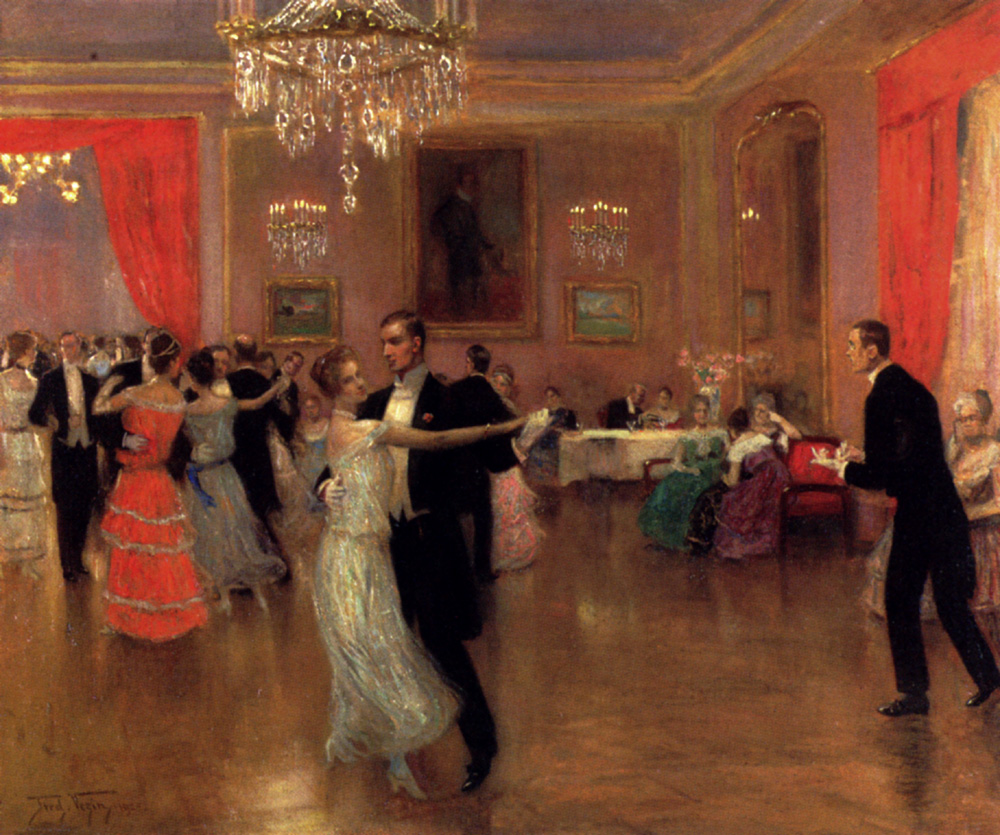
Au bal
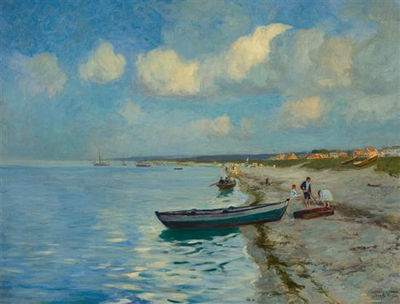
Jour d'été à la plage
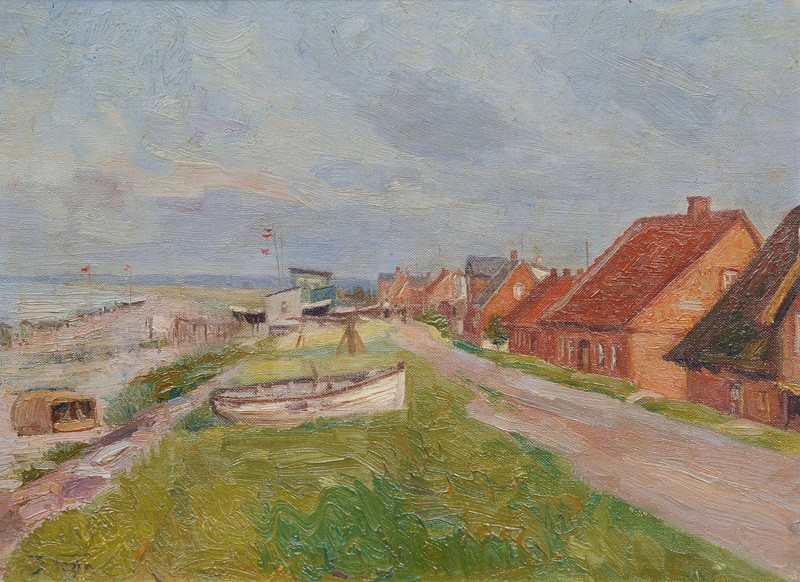
Paysage